# Чжицзян-Дунський автономний повіт
27°26′23″ пн. ш. 109°41′09″ сх. д. / 27.43959° пн. ш. 109.68587° сх. д.
Чжицзян-Дунський автономний повіт (кит. 芷江侗族自治县, пін. Zhĭjiāng Dòngzú Zìzhìxiàn) — один із повітів КНР у складі префектури Хуайхуа, провінція Хунань. Адміністративний центр — містечко Чжицзян.

## Географія
Чжицзян-Дунський автономний повіт лежить на висоті близько 250 метрів над рівнем моря на схід від Юньнань-Гуйчжоуського плато.

### Клімат
Повіт знаходиться у зоні, котра характеризується вологим субтропічним кліматом. Найтепліший місяць — липень із середньою температурою 27,2 °C. Найхолодніший місяць — січень, із середньою температурою 5 °С.
| Клімат повіту Чжицзян-Дун | Клімат повіту Чжицзян-Дун | Клімат повіту Чжицзян-Дун | Клімат повіту Чжицзян-Дун | Клімат повіту Чжицзян-Дун | Клімат повіту Чжицзян-Дун | Клімат повіту Чжицзян-Дун | Клімат повіту Чжицзян-Дун | Клімат повіту Чжицзян-Дун | Клімат повіту Чжицзян-Дун | Клімат повіту Чжицзян-Дун | Клімат повіту Чжицзян-Дун | Клімат повіту Чжицзян-Дун | Клімат повіту Чжицзян-Дун |
| Показник                  | Січ.                      | Лют.                      | Бер.                      | Квіт.                     | Трав.                     | Черв.                     | Лип.                      | Серп.                     | Вер.                      | Жовт.                     | Лист.                     | Груд.                     | Рік                       |
| Середній максимум, °C     | 8,7                       | 10,8                      | 15,3                      | 21,7                      | 26,3                      | 29,2                      | 32,1                      | 32,3                      | 28,8                      | 22,6                      | 17,5                      | 11,7                      | 21,4                      |
| Середня температура, °C   | 5                         | 7,1                       | 10,9                      | 16,8                      | 21,3                      | 24,7                      | 27,2                      | 26,9                      | 23,3                      | 17,7                      | 12,5                      | 7,2                       | 16,7                      |
| Середній мінімум, °C      | 2,5                       | 4,5                       | 7,8                       | 13,3                      | 17,7                      | 21,4                      | 23,5                      | 23                        | 19,4                      | 14,5                      | 9,2                       | 4,1                       | 13,4                      |
| Норма опадів, мм          | 44.7                      | 55.5                      | 83                        | 134.8                     | 187.3                     | 206.2                     | 152.7                     | 111.2                     | 60                        | 91                        | 61.4                      | 32.9                      | 1220.7                    |
| Вологість повітря, %      | 79                        | 78                        | 79                        | 80                        | 80                        | 82                        | 79                        | 78                        | 77                        | 79                        | 78                        | 77                        | 78.8                      |
| ------------------------- | ------------------------- | ------------------------- | ------------------------- | ------------------------- | ------------------------- | ------------------------- | ------------------------- | ------------------------- | ------------------------- | ------------------------- | ------------------------- | ------------------------- | ------------------------- |
| Джерело: data.cma.cn      |                           |                           |                           |                           |                           |                           |                           |                           |                           |                           |                           |                           |                           |